# Kellie Martin
Kellie Noelle Martin (Riverside, 16 ottobre 1975) è un'attrice statunitense.

## Biografia
Grazie alla zia, che lavorava come tata per i figli dell'attore Michael Landon, Kellie Martin debutta in un piccolo ruolo nella serie tv I ragazzi di padre Murphy, creata da Landon. Lavora nella serie Una famiglia come le altre, dove interpreta Rebecca, la sorella di Corky, affetto da sindrome di Down, successivamente interpreta la tirocinante Lucy Knight in E.R. - Medici in prima linea, ruolo che ricopre dal 1998 al 2000. Dal 2003 è la protagonista della serie tv La libreria del mistero, nel ruolo di Samantha Kinsey. Tra le poche partecipazioni cinematografiche, da segnalare Jumpin' Jack Flash di Penny Marshall con Whoopi Goldberg e Un caso senza soluzione al fianco di Robert Wagner e Amy Locane.

## Filmografia

### Attrice

#### Cinema
- Jumpin' Jack Flash, regia di Penny Marshall (1986)
- Body Slam, regia di Hal Needham (1986)
- Galeotti sul pianeta Terra (Doin' Time on Planet Earth), regia di Charles Matthau (1988)
- In campeggio a Beverly Hills (Troop Beverly Hills), regia di Jeff Kanew (1989)
- Matinee, regia di Joe Dante (1993)
- Un principe per mamma (Smooch), regia di Ron Oliver (2011)

#### Televisione
- I ragazzi di padre Murphy (Father Murphy) – serie TV, episodio 2x11 (1982)
- Autostop per il cielo (Highway to Heaven) – serie TV, episodio 1x13 (1984)
- The Canterville Ghost, regia di William F. Claxton – film TV (1985)
- Disneyland – serie TV, 2 episodi (1986)
- Dallas – serie TV, episodio 9x27 (1986)
- Life with Lucy – serie TV, 2 episodi - sitcom (1986)
- I miei due papà (My Two Dads) – serie TV, 2 episodi (1987-1988)
- La famiglia Hogan (Valerie) – serie TV, 5 episodi (1987-1988)
- In famiglia e con gli amici (Thirtysomething) – serie TV, 2 episodi (1988)
- The Tracey Ullman Show – serie TV, episodio 2x21 (1988)
- Il segreto (Secret Witness), regia di Eric Laneuville – film TV (1988)
- ABC Weekend Specials – serie TV, episodio 11x03 (1988)
- Baby Sitter (Charles in Charge) – serie TV, episodio 4x04 (1989)
- Mr. Belvedere – serie TV, episodio 5x15 (1989)
- Baywatch - Panico a Malibù (Panic at Malibu Pier), regia di Richard Compton – film TV (1989)
- Una famiglia come le altre (Life Goes On) – serie TV, 83 episodi (1989-1993)
- SeaQuest - Odissea negli abissi (SeaQuest DSV) – serie TV, episodio 1x05 (1993)
- ABC Afterschool Specials – serie TV, episodio 22x02 (1993)
- Christy, regia di Michael Ray Rhodes – film TV (1994)
- La mia rivale (A Friend to Die For), regia di William A. Graham – film TV (1994)
- Christy – serie TV, 20 episodi (1994-1995)
- Nessuno sapeva (If Someone Had Known), regia di Eric Laneuville – film TV (1995)
- Quella bambina sono io (The Face on the Milk Carton), regia di Waris Hussein – film TV (1995)
- Ricercata per omicidio (Her Hidden Truth), regia di Dan Lerner – film TV (1995)
- I giorni senza cielo (Hidden in Silence), regia di Richard A. Colla – film TV (1996)
- È solo un gioco (Her Last Chance), regia di Richard A. Colla – film TV (1996)
- Gesti d'amore (Breaking Through), regia di Fred Gerber – film TV (1996)
- Crisis Center – serie TV, 6 episodi (1997)
- Innocenti evasioni (On the Edge of Innocence), regia di Peter Werner – film TV (1997)
- A proposito di Sarah (About Sarah), regia di Susan Rohrer – film TV (1998)
- E.R. - Medici in prima linea (ER) – serie TV, 34 episodi (1998-2000)
- All You Need, regia di Randy Ser – film TV (2001)
- Fiona, regia di Tom McLoughlin – film TV (2002)
- Malibu's Most Wanted - Rapimento a Malibu (Malibu's Most Wanted), regia di John Whitesell – film TV (2003)
- Law & Order - Unità vittime speciali (Law & Order: Special Victim Unit) – serie TV, episodio 5x01 (2003)
- La libreria del mistero (Mystery Woman) – serie TV, 11 episodi (2003-2007)
- Open House, regia di Dan Mirvish – film TV (2004)
- Doppia vita, doppia morte (Live Once, Die Twice), regia di Stefan Pleszczynski – film TV (2006)
- Ossessione letale (Lethal Obsession), regia di Philippe Gagnon – film TV (2007)
- Grey's Anatomy – serie TV, episodio 5x21 (2009)
- Ghost Whisperer - Presenze (Ghost Whisperer) – serie TV, episodio 4x20 (2009)
- Private Practice – serie TV, episodio 3x02 (2009)
- Drop Dead Diva – serie TV, episodio 2x05 (2010)
- The Jensen Project, regia di Douglas Barr – film TV (2010)
- Army Wives - Conflitti del cuore (Army Wives) – serie TV, 8 episodi (2012)
- Ho sposato una star (I Married Who?), regia di Kevin Connor – film TV (2012)
- The Christmas Ornament, regia di Mark Jean – film TV (2013)
- Cara Viola (Dear Viola), regia di Laurie Lynd – film TV (2014)
- Mad Men – serie TV, episodio 7x07 (2014)
- Satisfaction – serie TV, episodio 1x04 (2014)
- Quando dici sì (So You Said Yes), regia di Christie Will Wolf – film TV (2015)
- Hello, It's Me, regia di Mark Jean – film TV (2015)
- Le indagini di Hailey Dean (Hailey Dean Mystery) – serie TV, 9 episodi (2016-2019)
- The Guest Book – serie TV, 8 episodi (2017-2018)
- Death of a Cheerleader, regia di Paul Shapiro – film TV (2019)
- Christmas in Montana, regia di T. W. Peacocke – film TV (2019)

### Doppiatrice
- Pit Pot (Potato Head Kids) – serie animata, episodi sconosciuti (1986)
- Superman – serie animata, episodio 1x08 (1988) – Lana Lang
- Fantastico Max (Fantastic Max ) – serie animata, episodi 1x01-1x07-2x01 (1988-1989)
- Il cucciolo Scooby-Doo (A Pup Named Scooby-Doo) – serie animata, 25 episodi (1988–1991) – Daphne Blake
- Tazmania (Taz-Mania) – serie animata, 22 episodi (1991-1994)
- Aladdin – serie animata, 4 episodi (1994)
- In viaggio con Pippo (A Goofy Movie), regia di Kevin Lima (1995)
- Topolino strepitoso Natale! (Mickey's Twice Upon a Christmas), regia di Theresa Cullen, Carole Holliday, Peggy Holmes e Matthew O'Callaghan (2004)
- Thru the Moebius Strip, regia di Glenn Chaika (2005)
- The Batman – serie animata, episodio 4x07 (2007)

## Doppiatrici italiane
Nelle versioni in italiano delle opere in cui ha recitato, è stata doppiata da:
- Antonella Baldini in Una famiglia come tante, La mia rivale, Nessuno sapeva, Ricercata per omicidio, Quella bambina sono io
- Lucia Valenti in Cara Viola, So you said yes
- Cristina Boraschi in Un principe per mamma
- Claudia Catani ne Le indagini di Hailey Dean
- Valentina Mari ne La libreria del mistero
- Stella Musy in Ossessione letale
- Cristiana Lionello in Christy
- Rossella Acerbo in Matinee
- Paola Majano in E.R. - Medici in prima linea
- Giò Giò Rapattoni in Ghost Whisperer - Presenze
- Michela Alborghetti in Grey's Anatomy
- Patrizia Burul in Private Practice
- Daniela Abbruzzese in Mad Men

Da doppiatrice è sostituita da:
- Stella Musy in Il cucciolo Scooby-Doo
- Patrizia Scianca in Tazmania
- Laura Boccanera in Aladdin
- Monica Vulcano in In viaggio con Pippo
- Federica De Bortoli in Topolino strepitoso Natale!

## Riconoscimenti
- Young Artist Award
  - 1990 – Best Young Actress Starring in a Television Series in Una famiglia come le altre (Life Goes On)
  - 1991 – Best Young Actress Starring in a Television Series in Una famiglia come le altre
- 1992 – Viewers for Quality Television: Best Supporting Actress in a Quality Drama Series in Una famiglia come le altre
- 1999 – Screen Actors Guild: Miglior cast in una serie drammatica in E.R. - Medici in prima linea